# Hinrich Mahlstede
Hinrich Mahlstede (* um 1620; † Ende Oktober 1700) war ein Bremer Chronist.

## Leben
Der verheiratete Kramhändler wohnte im Faulenquartier. Neben seinen Tätigkeiten im Einzelhandel war er Leutnant des Bremer Stadtmilitärs.
Er erstellte für die Jahre 1647 bis 1699 eine Chronik des Krameramtes unter dem Titel „Rollen und Gerechtsame des Krameramtes“. Außer den im Titel erwähnten Urkunden hat er darin auch zahlreiche Informationen über Ernten und Preise, das Wetter und Seuchen festgehalten.

## Werke
- Hinrich Mahlstede: Aufzeichnungen (ohne Titel), als Akte Nr. 7 in Rollen und Gerechtsame des Krameramtes, Staatsarchiv Bremen, Nr. 2-ad S.8.u.1.a.
  - Statuten des Krameramtes
  - Personenliste
  - chronikalische Aufzeichnungen